# Иоанн II (герцог Гаэты)
Иоанн II (итал. Giovanni II di Gaeta; умер в 963) — герцог Гаэты.

Герцогство Гаэта около 1000 года

С 933 года соправитель отца (Доцибилиса II) и деда (Иоанна I), с 934 года — соправитель отца, с 954 года правил один.
Признал своего брата Марина герцогом Фонди, тем самым уменьшив территорию собственных владений.
Первая жена — Теоденанда (ум. до декабря 957), возможно — дочь герцога Неаполя Иоанна III. Вторая жена — Гемма, происхождение не выяснено. Единственный ребёнок — дочь Мария, жена сенатора.
Иоанн II умер в 962 или 963 году. Ему наследовал брат Григорий.